# یخدان راور
یخدان راور مربوط به اواخر دوره قاجار است و در راور، انتهای خیابان امام خمینی (ره، جنب پمپ بنزین واقع شده و این اثر در تاریخ ۲۸ دی ۱۳۷۹ با شمارهٔ ثبت ۲۹۴۴ به‌عنوان یکی از آثار ملی ایران به ثبت رسیده است.طول دیوار جنوبی ۷۴متر و طول دو دیوار شرقی و غربی به طول ۱۵ متر می باشد ارتفاع دیوارها ۸ متر است مخزن ذخیره گنبدی شکل و با قطر ۱۵ متر میباشد 